# Prothoe belisama
Prothoe belisama är en fjärilsart som beskrevs av Crowley 1891. Prothoe belisama ingår i släktet Prothoe och familjen praktfjärilar. Inga underarter finns listade i Catalogue of Life.